# Scaptodrosophila fringefera
Scaptodrosophila fringefera är en tvåvingeart som först beskrevs av Gupta 1989.  Scaptodrosophila fringefera ingår i släktet Scaptodrosophila och familjen daggflugor. Inga underarter finns listade i Catalogue of Life.